# Vladímir Golobutski
Vladímir Alekséyevich Golobutski (en ruso: Влади́мир Алексеевич Голобу́цкий) o Volodímir Oleksíovich Golobutski (en ucraniano: Володимир Олексійович Голобуцький; Veliki Bor, 1903 - Kiev, 1993) fue un historiador ucraniano soviético. Doctor en Historia (1947), Profesor (1949). Galardonado con el Premio Estatal de la República Socialista Soviética de Ucrania en los campos de la Ciencia y la Técnica (1980).

## Biografía
Nació en Veliki Bor del povit de Surazh de la gobernación de Chernígov del Imperio ruso (actual óblast de Briansk de la Federación Rusa), en la familia de un sacerdote, profesor y figura pública. 
Tras graduarse en la escuela del pueblo, estudió en la Escuela de Teología de Nóvgorod-Siverski. Desde 1919 trabajó como corresponsal, empleado de la comisaría militar y empleado del departamento de educación pública en Mutyn. En otoño de 1921 entró en los cursos de dos años para adultos en Glújov, y después trabajaría en Bezuglivka, cerca de Nizhyn. Allí, recibió un certificado de su origen supuestamente campesino pobre, sin el cual era imposible obtener una educación superior. En 1925 viajaría al Cáucaso donde dirigiría la cabaña de lectura de la aldea adigué Pchegatlukái, siendo elegido secretario del Komsomol local.
En 1926 ingresó en el Instituto Pedagógico del Kubán, y al año siguiente, 1927 se trasladaría a la Universidad del Norte en Rostov del Don, en el departamento de socioeconomía. Tras graduarse, en 1930 fue enviado a trabajar como profesor a la ciudad en la Facultad de Trabajadores (rabfak) de Grozny.
Entre 1934 y 1937 fue estudiante de postgrado y profesor del Instituto Pedagógico O. I. Herzen de Leningrado. Entre 1937 y 1940 fue profesor asociado y jefe del departamento de Historia de los Pueblos de la URSS del Instituto Pedagógico de Krasnodar. En 1938, defendería en el Instituto Pedagógico de Leningrado, bajo la dirección del académico de la URSS Borís Grékov defendió su tesis sobre "Las relaciones diplomáticas entre el gobierno de Moscovia y Bogdan Jmelnitski al Zemski Sobor del 19 de febrero de 1651".
Entre 1940 y 1942 fue profesor asociado del Instituto Pedagógico de Leningrado y entre 1942 y 1943 profesor en la escuela de Aksubáyevo en la RSSA de Tartaritán. Entre 1943 y 1947 fue jefe de la Cátedra de Historia de la RSS de Ucrania de la Universidad Estatal de Kazán. Entre 1947 y 1949 fue jefe de departamento, decano de la Facultad de Historia de la Universidad Estatal de Chernivtsi. En 1947, en la Universidad Estatal de Leningrado, defendió su tesis doctoral sobre el tema "Cosacos del Mar Negro: un ensayo sobre historia social".
Entre 1947 y 1949 trabajó como Miembro Investigador y entre 1949 y 1950 fue jefe del departamento de Historia de la RSS de Ucrania. Trabajaría entre 1951 y 1953 como jefe del departamento de Historia de la RSS de Ucrania en el Instituto de Pedagogía de Kiev. Paralelamente, desde 1951, en el Departamento de Historiografía y Fondos, fue investigador principal de arqueología hasta 1954, mientras que hasta 1958 se dedicaría a ser investigador principal del Feudalismo. Entre ese año y 1961 sería jefe del Departamento de Historia del Feudalismo. De 1961 a 1971 fue jefe del departamento de Historia Nacional Económica del Instituto Nacional de Economía de Kiev. Entre 1972 y 1984 sería Investigador Consultor del Instituto de Economía de la Academia de Ciencias de la RSS de Ucrania y entre 1974 y 1979 desarrolló la actividad de consultor para la Amistad de los Pueblos del Instituto de Historia de la RSS de Ucrania.
Vivió en Kiev, en una casa en la calle Chernyajovski, 4, en el piso 32. Murió en Kiev el 21 de enero de 1993.

## Premios
En 1960 recibió la Orden de la Bandera Roja del Trabajo. Fue premiado con el Premio Estatal de la RSS de Ucrania en los campos de la Ciencia y la Técnica en 1980 por su obra en ocho volúmenes Historia de la República Socialista Soviética de Ucrania («Історія Української РСР»).

## Obras
- Освободительная война украинского народа под руководством Б. Хмельницкого. Kiev, 1954;
- Россия и освободительная война украинского народа 1648–1654 гг. Kiev, 1954;
- Черноморское казачество. Kiev, 1956;
- Максим Железняк. Moscú, 1960;
- Запорізька Січ в останні часи свого існування. 1734–1775 рр. Kiev, 1961;
- Дипломатическая история освободительной войны украинского народа 1648–1654 гг. Kiev, 1962;
- Страницы из моих воспоминаний. «История СССР», 1966, n.º 3;
- Гомін, гомін по діброві. Kiev, 1963; 1967; Dnipropetrovsk, 2003;
- Економічна історія Української РСР: Дожовтневий період. Kiev, 1970;
- Запорозьке козацтво. Kiev, 1994.